# 布川角左衛門

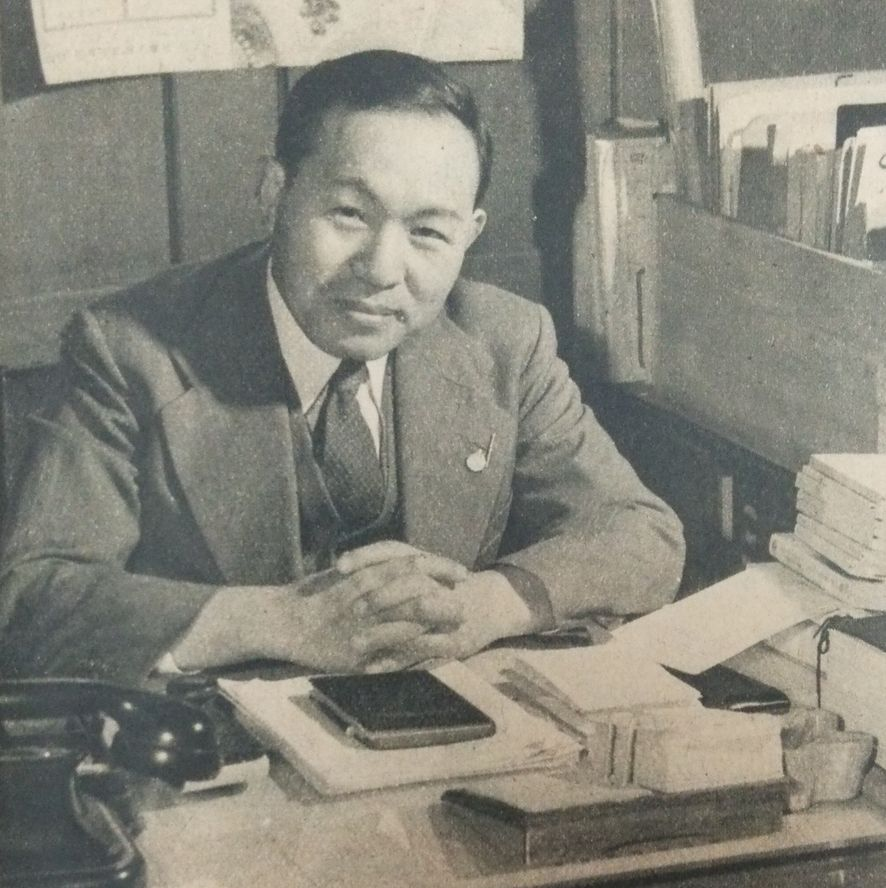
1952年

布川 角左衛門（ぬのかわ かくざえもん、1901年10月13日 - 1996年1月29日）は日本の編集者、実業家。栗田出版販売会長、筑摩書房代表取締役、普連土学園理事長。

## 経歴
新潟県長岡市生まれ。父母の離婚後、父に引き取られ、小学校1年から静岡県沼津市にて義母に育てられる。
旧制沼津中学校（静岡県立沼津東高等学校）を経て法政大学文学部哲学科に進み、野上豊一郎や安倍能成に師事する。
1928年、岩波書店編集部に入社し、岩波文庫、岩波全書などの編集にあたる。1945年、終戦後、東京拘置所から三木清の遺体を東畑精一と引き取り、荷車を借りて東畑邸まで運ぶ。1956年、編集部長を最後に55歳で定年退職した後、63歳で栗田出版販売の社長に就任。傍ら、共立女子大学や東京女子大学、法政大学、東京大学新聞研究所などで非常勤講師として編集技術論を講義した。このほか、労作『日本出版百年史年表』（1968年刊行）の大部分を執筆して第16回菊池寛賞を受けた。1961年、出版倫理協議会議長。1969年、日本出版学会を創設し、初代会長。出版界で広く活躍した。
1978年、栗田出版販売取締役会長に就任。1979年には、約50億円の負債を抱えて破産した筑摩書房の管財人兼代表取締役として、以後7年3ヶ月にわたり同社の再建に尽力した。これは、自ら兄事した古田晁が筑摩書房を創立した縁で引き受けた事業だった。
布川が出版資料館を構想して長年にわたり収集した約25,000点の出版関係の文献は国立国会図書館に寄贈され、2004年に「布川文庫」として一般公開された。

## 著書
- 出版権・出版契約・出版契約書の話 （著作権シリーズ第8集） 文部省社会教育局著作権課 1960
- 著作権・出版権問答 美作太郎共著 出版ニュース社 1965
- 編集・制作講座 文部省認定社会通信教育 美作太郎・鈴木敏夫編 実務教育研究所 1968
- 日本出版百年史年表 日本書籍出版協会編刊 1968
- 出版の諸相 日本エディタースクール出版部 1975
- 本の周辺 日本エディタースクール出版部 1979

### 編著
- ギリシャ語文典 布川編 田中秀央著 岩波書店 1927
- 出版事典 同編集委員会編集（布川代表） 出版ニュース社 1971
- 書物とともに 布川編 寿岳文章著 冨山房百科文庫 1980
- 第一書房長谷川巳之吉 林達夫・福田清人共編著 日本エディタースクール出版部 1984
- 日本出版関係書目 1868 - 1996 布川監修 浅岡邦雄ほか編 日本エディタースクール出版部 2003

## 翻訳
- 出版概論 出版業についての真実 スタンリー・アンウィン（Stanley Unwin）著 美作太郎共訳 栗田書店 1958
  - 改訂新版 栗田出版会 1970
  - 原書第8版より改訳 出版概論 最新版 日本エディタースクール出版部 1980

## 評伝
- 布川角左衛門事典 日本出版学会・同刊行会編、1998 - 略歴・著作年譜を記載
- 出版のこころ　布川角左衛門の遺業　小林恒也、展望社、2011

## 関連文献
- 頭脳集団の推進者たち 名編集者列伝 塩沢実信、花曜社 1986
- 戦後名編集者列伝 売れる本づくりを実践した鬼才たち 櫻井秀勲、編書房 2003